# Campeonato Pernambucano de Futebol de 2020 - Série A2
O Campeonato Pernambucano de Futebol - Série A2 de 2020, foi a 27ª edição da segunda divisão de futebol profissional entre clubes de futebol do estado de Pernambuco desde 1995. O campeão e o vice-campeão do torneio, garantiram vagas para disputar o Campeonato Pernambucano de Futebol de 2021.
Por conta do novo coronavírus e dos protocolos do Governo de Pernambuco, todos os jogos serão realizados sem a presença de público. Os clubes também serão obrigados a apresentar testes para Covid-19 na semana da primeira rodada.
O Vera Cruz teve a melhor campanha do hexagonal final e conquistou o título do campeonato pela quarta vez, tornando-se o maior campeão da série A2 com quatro conquistas. Apesar do empate com a Máquina de Costura, esse resultado foi suficiente para o Galo carimbar a passagem de volta a primeira divisão. O técnico Nilson Corrêa conquista o segundo título da Série A2 seguido. Em 2019 ele venceu a competição comandando o Decisão Sertânia.
A reta final do duelo em Garanhuns foi digna de decisão. Sete de Setembro e Porto-PE entraram em campo com chances de subir, mas precisavam vencer. O feito parecia impossível até os 46 minutos do segundo tempo, quando Tiago Bagagem acertou um belo chute de fora da área e marcou o gol do retorno do Logo-guará a primeira divisão depois de 10 anos.

## Formato e Regulamento

### Regulamento
O Campeonato Pernambucano de 2020 será disputada por 13 clubes, com jogos de 18 de outubro a 13 de novembro. O campeão e o vice-campeão do torneio terão vagas garantidas para o Campeonato Pernambucano de Futebol de 2021.
A fórmula aprovada no Conselho arbitral realizado na sede da Federação Pernambucana de Futebol em 13 de outubro, prevê as equipes divididos em três grupos, um com cinco e os outros dois com quatro. A divisão foi feita de acordo com a localização da sede de cada um. Serão duas fases; 1ª fase - as treze (13) equipes se enfrentam em jogos de ida e volta dentro da sua chave, com as duas melhores de cada grupo se classificando para a próxima fase; 2ª fase - as seis (6) equipes classificados formam um hexagonal e se enfrentam em jogos somente de ida (o critério adotado para quem faz mais partidas em casa será a campanha na primeira fase) , os dois primeiros colocados disputaram o Campeonato Pernambucano de Futebol de 2021. Por consequência, o lidar dessa fase será declarado campeão.
Pela fórmula definida também fica acertado que este ano o campeonato será aberto, ou seja não será mais no formato Sub-23.
Outra novidade seria o rebaixamento de três equipes na classificação geral ao final do campeonato à Copa Pernambuco, que funcionará como uma espécie de Série A3. Contudo o presidente da FPF sinalizou o adiamento da Copa Pernambuco, à motivação girou em torno da pandemia do novo coronavírus; com isso, o estadual permanece sem sua terceira divisão.

### Formato
- Primeira fase: (fase de grupos) - 13 clubes distribuídos em 3 grupos, sendo um com 5 e dois com 4 clubes (jogos de ida e volta dentro da sua chave, com as duas melhores de cada grupo se classificando)
- Segunda fase: (Hexagonal) - 6 distribuídos em um único grupo (jogos somente de ida (o critério adotado para quem faz mais partidas em casa será a campanha na primeira fase)) , os dois primeiros colocados disputaram o Campeonato Pernambucano de Futebol de 2021. Por consequência, o líder dessa fase será declarado campeão.

## Critérios de Desempate
Na 1ª e 2ª Fase sempre que duas ou mais equipes estiverem em igualdade de pontos,  os critérios de desempates devem ser aplicados na seguinte ordem:
1. Número de vitórias
2. Saldo de gols
3. Gols marcados
4. Número de cartões vermelhos
5. Número de cartões amarelos
6. Sorteio público

## Equipes Participantes
| Equipe                                     | Cidade                   | Em 2019 | Estádio (Mando)              | Capacidade | Títulos (Último) | Part. |
| ------------------------------------------ | ------------------------ | ------- | ---------------------------- | ---------- | ---------------- | ----- |
| 1º de Maio Esporte Clube                   | Petrolina                | 7°      | Paulo Coelho                 | 5 000      | 0 (não possui)   | 14    |
| América Futebol Clube                      | Recife                   | 9° (A1) | Ademir Cunha                 | 12 000     | 0 (não possui)   | 11    |
| Associação Desportiva Cabense              | Cabo de Santo Agostinho  | ND      | Gileno de Carli              | 2 000      | 0 (não possui)   | 15    |
| Centro Limoeirense de Futebol              | Limoeiro                 | 6°      | Varedão                      | 3 500      | 0 (não possui)   | 21    |
| Ferroviário Esporte Clube                  | Bezerros                 | ND      | Antônio Inácio               | 6 000      | 0 (não possui)   | 16    |
| Íbis Sport Club                            | Paulista                 | 5°      | Ademir Cunha                 | 12 000     | 0 (não possui)   | 24    |
| Ipojuca Atlético Clube                     | Ipojuca                  | 8°      | Antônio Dourado              | 3 000      | 0 (não possui)   | 4     |
| Pesqueira Futebol Clube                    | Pesqueira                | ND      | Joaquim de Brito             | 2 200      | 0 (não possui)   | 8     |
| Clube Atlético do Porto                    | Caruaru                  | 4°      | Antônio Inácio               | 6 000      | 0 (não possui)   | 5     |
| Sete de Setembro Esporte Clube             | Garanhuns                | ND      | Estádio Marco Antônio Maciel | 6 356      | 0 (não possui)   | 15    |
| Timbaúba Futebol Clube                     | Timbaúba                 | ND      | Estádio Luiz José de Lacerda | 19 800     | 0 (não possui)   | 8     |
| Vera Cruz Futebol Clube                    | Vitória de Santo Antão   | 3°      | Arena de Pernambuco          | 44 300     | 3 (em 2014)      | 10    |
| Sociedade Esportiva Ypiranga Futebol Clube | Santa Cruz do Capibaribe | ND      | Limeirão                     | 5 039      | 1 (em 2004)      | 8     |

## Primeira Fase
|  | Equipes classificadas para o hexagonal final |
|  | Equipes eliminadas na fase de grupos         |

### Grupo A
| Pos | Equipes        | Pts | J | V | E | D | GP | GC | SG  | %  | DF      |
| --- | -------------- | --- | - | - | - | - | -- | -- | --- | -- | ------- |
| 1   | Vera Cruz      | 17  | 8 | 5 | 2 | 1 | 13 | 5  | +8  | 71 | Estável |
| 2   | Íbis           | 13  | 8 | 4 | 1 | 3 | 18 | 7  | +11 | 54 | Estável |
| 3   | América-PE     | 13  | 8 | 4 | 1 | 3 | 17 | 13 | +4  | 54 | Estável |
| 4   | Ferroviário-PE | 6   | 8 | 1 | 3 | 4 | 9  | 18 | –9  | 25 | Estável |
| 5   | Cabense        | 6   | 8 | 1 | 3 | 4 | 11 | 25 | –14 | 25 | Estável |

|                | AME | CAB | FER | IBI | VCR |
| -------------- | --- | --- | --- | --- | --- |
| América-PE     | —   | 1–3 | 2–2 | 1–0 | 0–1 |
| Cabense        | 2–5 | —   | 2–2 | 0–4 | 2–2 |
| Ferroviário-PE | 2–5 | 1–1 | —   | 0–3 | 0–3 |
| Íbis           | 1–2 | 7–1 | 1–2 | —   | 2–1 |
| Vera Cruz      | 2–1 | 3–0 | 1–0 | 0–0 | —   |

| Vitória do mandante | Vitória do visitante | Empate |

### Grupo B
| Pos | Equipes            | Pts | J | V | E | D | GP | GC | SG | %  | DF      |
| --- | ------------------ | --- | - | - | - | - | -- | -- | -- | -- | ------- |
| 1   | Centro Limoeirense | 10  | 6 | 2 | 4 | 0 | 10 | 4  | +6 | 55 | Estável |
| 2   | Porto-PE           | 9   | 6 | 2 | 3 | 1 | 7  | 7  | 0  | 50 | Estável |
| 3   | Ipojuca            | 6   | 6 | 1 | 3 | 2 | 6  | 7  | –1 | 33 | Estável |
| 4   | Timbaúba           | 5   | 6 | 1 | 2 | 3 | 3  | 8  | –5 | 28 | Estável |

|                    | CLF | IPJ | POR | TIM |
| ------------------ | --- | --- | --- | --- |
| Centro Limoeirense | —   | 1–1 | 3–0 | 0–0 |
| Ipojuca            | 2–2 | —   | 1–3 | 0–1 |
| Porto-PE           | 1–1 | 0–0 | —   | 1–1 |
| Timbaúba           | 0–3 | 0–2 | 1–2 | —   |

| Vitória do mandante | Vitória do visitante | Empate |

### Grupo C
| Pos | Equipes          | Pts | J | V | E | D | GP | GC | SG | %  | DF      |
| --- | ---------------- | --- | - | - | - | - | -- | -- | -- | -- | ------- |
| 1   | Sete de Setembro | 11  | 6 | 3 | 2 | 1 | 7  | 2  | +5 | 61 | 1       |
| 2   | Ypiranga-PE      | 10  | 6 | 3 | 1 | 2 | 9  | 6  | +3 | 55 | 1       |
| 3   | Pesqueira        | 8   | 6 | 2 | 2 | 2 | 7  | 6  | +1 | 44 | Estável |
| 4   | 1° de Maio       | 4   | 6 | 1 | 1 | 4 | 3  | 12 | –9 | 22 | Estável |

|                  | MAI | PES | SDS | YPI |
| ---------------- | --- | --- | --- | --- |
| 1° de Maio       | —   | 2–1 | 0–2 | 1–3 |
| Pesqueira        | 0–0 | —   | 1–1 | 4–0 |
| Sete de Setembro | 3–0 | 0–1 | —   | 0–0 |
| Ypiranga-PE      | 3–0 | 3–0 | 0–1 | —   |

| Vitória do mandante | Vitória do visitante | Empate |

## Hexagonal Final
|  | Campeão e classificado para o Campeonato Pernambucano de Futebol de 2021      |
|  | Vice-campeão e classificado para o Campeonato Pernambucano de Futebol de 2021 |
|  | Equipes eliminadas no hexagonal                                               |

| Pos | Equipes            | Pts | J | V | E | D | GP | GC | SG | %  | DF      |
| --- | ------------------ | --- | - | - | - | - | -- | -- | -- | -- | ------- |
| 1   | Vera Cruz          | 10  | 5 | 3 | 1 | 1 | 6  | 3  | +3 | 67 | Estável |
| 2   | Sete de Setembro   | 10  | 5 | 3 | 1 | 1 | 5  | 4  | +1 | 67 | Estável |
| 3   | Centro Limoeirense | 9   | 5 | 3 | 0 | 2 | 6  | 3  | +3 | 60 | 1       |
| 4   | Porto-PE           | 6   | 5 | 2 | 0 | 3 | 5  | 3  | +2 | 40 | 1       |
| 5   | Íbis               | 5   | 5 | 1 | 2 | 2 | 3  | 4  | –1 | 33 | Estável |
| 6   | Ypiranga-PE        | 2   | 5 | 0 | 2 | 3 | 1  | 9  | –8 | 13 | Estável |

|                    | CLF | IBI | POR | SDS | VCR | YPI |
| ------------------ | --- | --- | --- | --- | --- | --- |
| Centro Limoeirense | –   | 1–0 | 0–1 | –   | –   | 3–0 |
| Íbis               | –   | –   | 0–1 | 2–2 | –   | –   |
| Porto-PE           | –   | –   | –   | –   | 0–1 | 4–0 |
| Sete de Setembro   | 1–0 | –   | 1–0 | –   | –   | 1–0 |
| Vera Cruz          | 2–1 | 1–0 | –   | 2–0 | –   | –   |
| Ypiranga-PE        | –   | 0–0 | –   | –   | 1–1 | –   |

| Vitória do mandante | Vitória do visitante | Empate |

## Premiação
| Campeonato Pernambucano de Futebol de 2020 - Série A2 |
| ----------------------------------------------------- |
| Vera Cruz Futebol Clube Campeão (4º título)           |

| Vice Campeão:    | Terceiro Colocado: | Quarto Colocado: | Artilheiro:             |
| ---------------- | ------------------ | ---------------- | ----------------------- |
| Sete de Setembro | Centro Limoeirense | Íbis             | Romário (Íbis) – 7 gols |

## Artilharia
Atualizado em 13 de dezembro de 2020.
| Pos. | Jogador      | Equipe             | Gols |
| ---- | ------------ | ------------------ | ---- |
| 1º   | Romário      | Íbis               | 7    |
| 2º   | Dentinho     | América-PE         | 6    |
| 2º   | Usina        | Centro Limoeirense | 6    |
| 3°   | Binho        | Porto-PE           | 4    |
| 3°   | Everton Bala | Porto-PE           | 4    |

## Mudança de Técnicos
| Clube      | Antecessor     | Motivo    | Data          | Última partida         | Etapa    | Rod | Pos | Sucessor     | Ref.          |
| ---------- | -------------- | --------- | ------------- | ---------------------- | -------- | --- | --- | ------------ | ------------- |
| América-PE | Luciano Veloso | Resignado | 8 de novembro | América-PE 1–3 Cabense | Primeira | 7ª  | 3°  | Paulo Júnior | [ 18 ] [ 19 ] |

## Ver Também
- Campeonato Pernambucano de Futebol de 2020 - Série A1
- Copa do Nordeste de Futebol de 2020
- Futebol do Nordeste do Brasil